# Cartel (économie)
Pour les articles homonymes, voir Cartel.
En économie, le cartel est un oligopole où les quelques producteurs ou vendeurs obtiennent le contrôle d'un marché par entente formelle. C’est une forme de concentration horizontale où de grandes entreprises juridiquement et financièrement indépendantes ayant des activités comparables sur un même marché s'entendent en vue de contrôler et parfois partager ce marché, dans le but de rendre plus difficile l'entrée de nouveaux concurrents et de maximiser leurs profits au détriment des consommateurs.
L’entente est généralement mise en œuvre pour fixer les prix et les critères qui les régissent. Elle est destinée à empêcher l'arrivée de nouveaux vendeurs. Elle est plus courante dans le cas où les vendeurs disposent de produits homogènes.
Les situations de cartel nuisent nécessairement aux consommateurs (sauf dans le cas où le cartel évite une concurrence exacerbée entraînant des dépenses de publicité très importantes qui finissent par se répercuter sur le prix des produits), les clients ne pouvant profiter des effets positifs d'une véritable concurrence entre les vendeurs d'un même marché comme la baisse des prix ou l’augmentation de la qualité. 
C'est une pratique anticoncurrentielle car le but de cette collusion est d'accroître les bénéfices de membre par la réduction de la concurrence. Les lois sur la concurrence interdisent les ententes et donc les cartels.
Un cartel entre plusieurs entreprises sur un marché oligopolistique peut représenter une entente sur les prix, un partage de zone géographique ou de part de marché ou encore une entente sur des quotas de production.

## Origines des cartels
Selon Marc-André Gagnon (PhD, School of Public Policy and Administration, Carleton University), en Allemagne notamment (Kronstein, 1942), le développement et la multiplication des brevets sur des produits et/ou des « processus de production » (souvent demandés par des entreprises en leur nom, pour des inventions en réalité produites par leurs employés) ont joué « un rôle central dans le  processus de cartellisation et de consolidation industrielle (...) La difficulté de produire quoi que ce soit sans un accès constant et complet aux savoirs d’un secteur, ainsi que les menaces de poursuites juridiques massives et mutuelles sur les droits de brevets obligeaient la coopération entre les firmes et déterminaient les stratégies de mise en commun des profits, de cartellisation ou de  consolidation ». Ceci a été particulièrement vrai pour « l’émergence et la consolidation  de l’industrie pharmaceutique, industrie dérivée de l’industrie chimique de la teinture ». Des auteurs tels que Hermann Isay avaient déjà analysé ce fait en 1923 ; ce dernier, dans un ouvrage intitulé Die Patentgemeinschaft in Dienst des Kartellgedankens écrivait « No  other  industries  have  at  their  disposal for cartelizing  purposes as effective a device as the manufacturing industries have. This auxiliary device is the patent ».

## Exemples de cartels
Les cartels sont illégaux dans la plupart des pays (ex : lois antitrust aux États-Unis) mais il en existe de célèbres :
- L'OPEP est un cartel entre pays producteurs de pétrole.
- De Beers est un cartel entre vendeurs de diamants.
- Le cartel composé de Louis-Dreyfus Commodities, Citrosuco et Cutrale domine le marché du jus d'orange brésilien[4].
- Phœbus est un cartel mis en place entre 1924 et 1939 dans le but de contrôler la fabrication et la vente des lampes à incandescence.
- Cartel européen de la teinture chimique (quadripartite).
- Cartel des peigneurs de laine jusqu'à 1914[5],[6].